# Amar-Sin
Amar-Sin o Amar-Sina (o Bur-Sin) (vers 1981-1973 aC a la cronologia mínima) fou el tercer rei de la tercera dinastia d'Ur, fill i successor de Xulgi (Shulgi, vers 2029-1982 aC). Es coneixen els noms dels seus 9 anys de regnat.
Va fer campanyes contra Urbilum (Arbela) i altres regions de noms desconeguts: Shashrum, Shurudhum, Bitum-Rabium, Jabru, i Huhnuri. El seu regnat és notable pel seu intent de regenerar antics llocs de Sumer. Va treballar en un ziggurat a Eridu, que no es va acabar i que es pensa que podria estar a l'origen de la llegenda de la "torre de Babel". Durant el seu regnat Eridu fou abandonada, ja que la salinitat de la regió feia l'agricultura inviable.
La Crònica de Babilònia (Weidner) diu: "Amar-Sin... va canviar les ofrenes de grans bous i béns al festival d'Akitu. Estava profetitzat que moriria per la cornada d'un brau, però va morir per la "mossegada" d'una sabata" (trepitjat per un brau?).
El va succeir el seu fill o germà Shu-Sin.